# Európai strandlabdarúgó-kupa
Az Európai strandlabdarúgó-kupa (angolul: Euro Beach Soccer Cup) egy az UEFA által kiírt nemzetközi strandlabdarúgó-torna.
1998 óta rendezik meg. A legsikeresebb csapat Portugália, hat győzelemmel.

## Eredmények
| 1998 Részletek | Siracusa, Olaszország     | Portugália    | 3–2 | Spanyolország | Olaszország   | 11–4                    | Németország   |
| 1999 Részletek | Alicante, Spanyolország   | Spanyolország | 6–2 | Portugália    | Franciaország | 8–7                     | Olaszország   |
| 2001 Részletek | Maspalomas, Spanyolország | Portugália    | 4–3 | Spanyolország | Olaszország   | 5–4                     | Németország   |
| 2002 Részletek | Barcelona, Spanyolország  | Portugália    | 2–1 | Spanyolország | Franciaország | 9–6                     | Olaszország   |
| 2003 Részletek | Liège, Belgium            | Portugália    | 6–3 | Franciaország | Spanyolország | 6–3                     | Németország   |
| 2004 Részletek | Lisszabon, Portugália     | Portugália    | 8–3 | Spanyolország | Olaszország   | 9–9 (h.u.) (4–3) (b.u.) | Franciaország |
| 2005 Részletek | Moszkva, Oroszország      | Svájc         | 4–3 | Oroszország   | Portugália    | 5–4                     | Ukrajna       |
| 2006 Részletek | Nápoly, Olaszország       | Portugália    | 9–8 | Franciaország | Olaszország   | 6–4                     | Svájc         |
| 2007 Részletek | Tarragona, Spanyolország  | Ukrajna       | 3–0 | Franciaország | Portugália    | 2–1                     | Svájc         |
| 2008 Részletek | Baku, Azerbajdzsán        | Spanyolország | 2–0 | Svájc         | Azerbajdzsán  | 4–3                     | Norvégia      |
| 2009 Részletek | Róma, Olaszország         | Spanyolország | 6–4 | Svájc         | Portugália    | 7–5                     | Magyarország  |
| 2010 Részletek | Róma, Olaszország         | Oroszország   | 6–4 | Portugália    | Olaszország   | 5–4                     | Spanyolország |
| 2012 Részletek | Moszkva, Oroszország      | Oroszország   | 4–2 | Portugália    | Svájc         | 5–4                     | Olaszország   |
| 2014 Részletek | Baku, Azerbajdzsán        | Spanyolország | 8–6 | Svájc         | Oroszország   | 7–4                     | Görögország   |
| 2016 Részletek | Belgrád, Szerbia          |               |     |               |               |                         |               |

- b.u. – büntetők után
- h.u. – hosszabbítás után